# Silnice II/104
Silnice II/104 je česká silnice II. třídy v okrese Praha-západ ve Středočeském kraji. Propojuje Davli a Jílové u Prahy. Je dlouhá jen 8,5 km, což ji řadí mezi nejkratší silnice II. třídy v Česku.

## Vedení silnice

### Středočeský kraj

#### Okres Praha-západ
- Davle (odbočení z II/102)
- Sázava
- Chlomek
- Petrov
- odbočka Bohuliby
- odbočka Zahořany
- Jílové u Prahy (napojení na II/105)

## Popis trasy

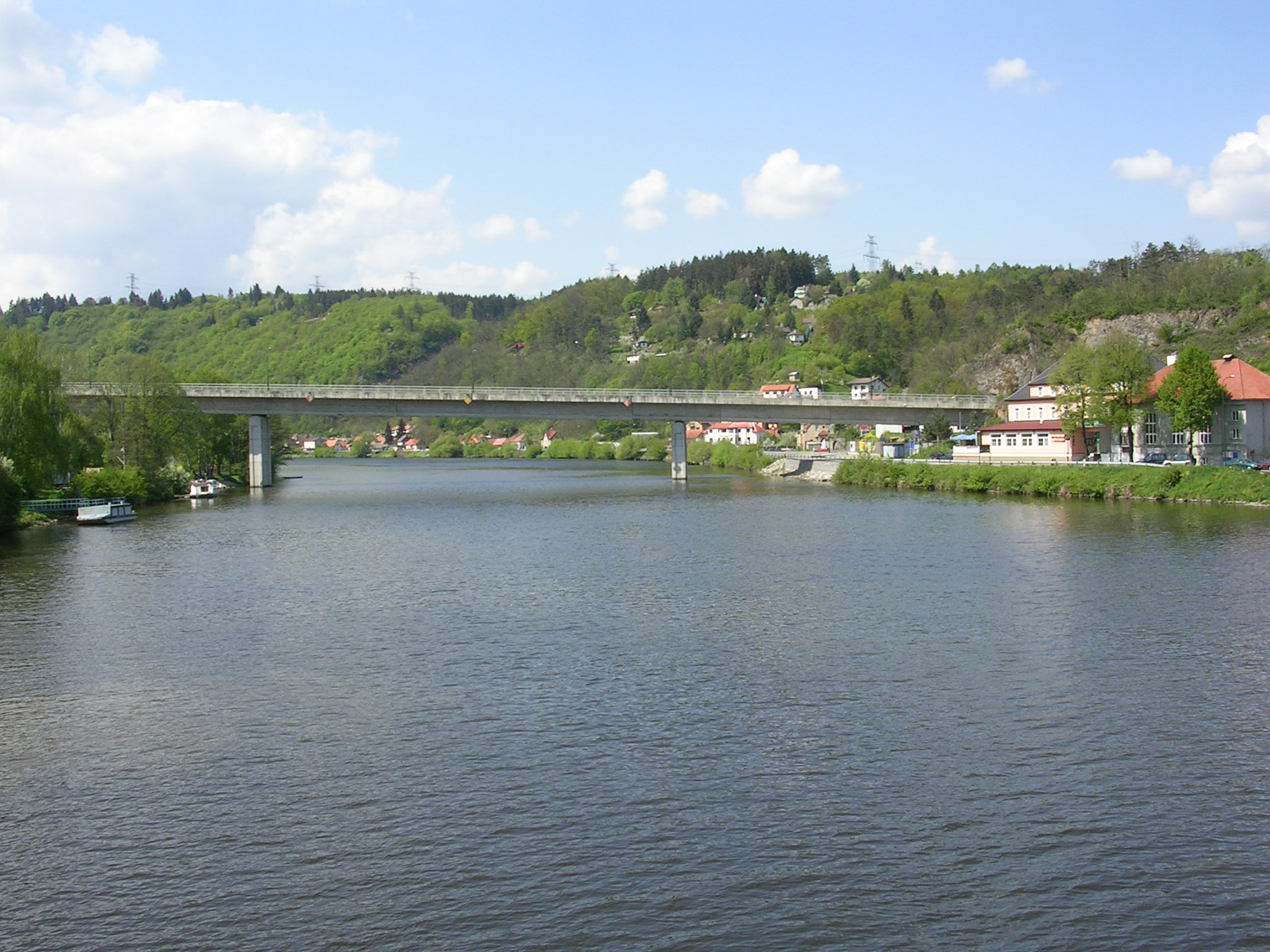
Davle - most Vltavanů

Počátek silnice je v obci Davle na levém břehu řeky Vltava. Zde odbočuje z nábřežní silnice II/102 směrem od řeky, a stoupajícím obloukem ve vysekaném zářezu se stáčí o 180° na most Vltavanů, který překonává silnici II/102, řeku Vltavu (resp. vodní nádrž Vrané) a na druhém břehu ještě ulici Jílovskou a železniční trať Vrané nad Vltavou – Čerčany, než vyústí do davelské osady Sázava.

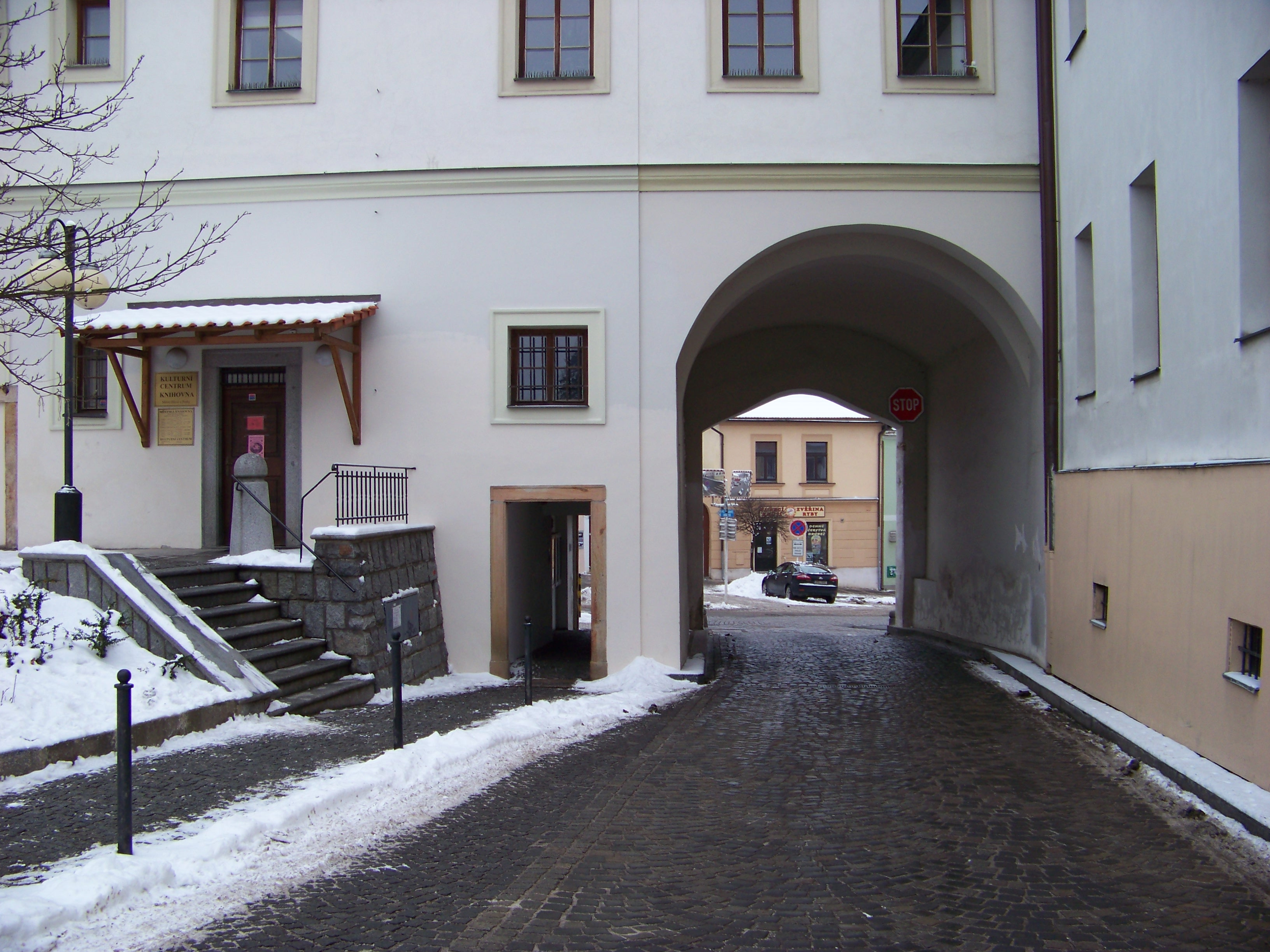
Jílové u Prahy - II/104 projíždí průjezdem na Masarykovo náměstí

Z údolí pak silnice dále vystoupá poměrně prudce až do nadmořské výšky přes 300 metrů. Prochází postupně obcemi nebo osadami Chlomek (ul. Ve Vilách), Petrov (ul. Hlavní a U Ručiček) a končí ve městě Jílové u Prahy (ul. V Lázních a Šenflukova).
| vzdál. v km | místo          | popis                                                                                        | nadm. výška |
| ----------- | -------------- | -------------------------------------------------------------------------------------------- | ----------- |
| 0           | Davle          | II/104 zde začíná výjezdem ze silnice II/102                                                 | 208         |
| 0,3         |                | silnice projíždí obloukem do vrchu a najíždí na most přes Vltavu                             | 220         |
| 0,6         | Sázava         | most v délce zhruba 270 m je mírně z kopce                                                   | 215         |
| 1,1         | Sázava         | zatáčkami do vrchu vyjede na konec obce                                                      | 260         |
| 2,4         | Chlomek        | průjezd obcí                                                                                 | 300         |
| 3,6         | Petrov         | v obci je několik odboček na místní komunikace                                               | 335         |
| 6,7         |                | za lesem odbočka vlevo na III/1042 do obcí Zahořany a Okrouhlo                               | 410         |
| 7,4         | Jílové u Prahy | na pokraji města odbočka vpravo na III/1044 do obce Luka pod Medníkem                        | 410         |
| 8,5         | Jílové u Prahy | II/104 zde končí po projetí úzkým průjezdem na Masarykovo náměstí, kde se napojuje na II/105 | 390         |